# Conus aurisiacus
Espèce
Statut de conservation UICN

 LC  : Préoccupation mineure
Conus aurisiacus est une espèce de mollusques gastéropodes marins de la famille des Conidae.
Comme toutes les espèces du genre Conus, ces escargots sont prédateurs et venimeux. Ils sont capables de « piquer » les humains et doivent donc être manipulés avec précaution, voire pas du tout.

## Niveau de risque d’extinction de l’espèce
Selon l'analyse de l'UICN réalisée en 2011 pour la définition du niveau de risque d'extinction, cette espèce se trouve à Mindanao (S. Philippines) et à Sulawesi et Moluques en Indonésie. Cette espèce a une aire de répartition assez large, et est commune mais pas abondante à des profondeurs d'environ 25 m sur les tombants, où elle vit dans de petites grottes. Il n'y a pas de menaces connues, elle est donc classée dans la catégorie préoccupation mineure.

## Taxonomie

### Publication originale
L'espèce Conus aurisiacus a été décrite pour la première fois en 1758 par le naturaliste suédois Linnaeus (1707-1778) dans la publication intitulée « la 10e édition du Systema Naturæ »,.

### Synonymes
- Conus (Pionoconus) aurisiacus Linnaeus, 1758 · appellation alternative
- Pionoconus aurisiacus (Linnaeus, 1758) · non accepté

## Identifiants taxonomiques
Chaque taxon catalogué par les bases de données biologiques et taxonomiques possède un identifiant qui permet d'établir un point de référence. Les identifiants de Conus aurisiacus dans les principales bases sont les suivants :
CoL : 5ZXMH - GBIF : 5795861 - iNaturalist : 431850 - IRMNG : 10537377 - NCBI : 528164 - TAXREF : 94313 - UICN : 192691 - 